# 1983 en jeu vidéo
 (octobre 2019).
Si vous disposez d'ouvrages ou d'articles de référence ou si vous connaissez des sites web de qualité traitant du thème abordé ici, merci de compléter l'article en donnant les références utiles à sa vérifiabilité et en les liant à la section « Notes et références ».
Cet article présente les faits marquants de l'année 1983 concernant le jeu vidéo.

## Événements
- Krach du jeu vidéo de 1983, qui entraine la mainmise de Nintendo sur le marché.
- 15 juillet : sortie de la Famicom de Nintendo au Japon, elle sera renommée NES dans le reste du monde.
- 15 juillet : sortie de la SG-1000 de Sega au Japon.
- Le premier deathmatch est joué sur Snipes par Drew Major et Kyle Powell.
- Création de la société Loriciel.
- Création de la société Ere Informatique
- Création de la société Mindscape
- Création de Micromania, l'une des plus importantes enseignes spécialisées de vente de jeu vidéo en France

## Principales sorties de jeux
- 23 août : Ultima III sort aux États-Unis.
- Boulder Dash
- Lode Runner
- Le Manoir du Dr Genius, début d'une série de jeux d'aventure graphiques sur Oric
- Mario Bros. Avec la première apparition de Luigi, le frère de Mario.
- Dragon's Lair